# Samantha Mostyn
Samantha Joy Mostyn (Canberra, 13 de septiembre de 1965) es una empresaria australiana y la 28.ª gobernadora general de Australia nombrada por el gobierno del primer ministro Anthony Albanese, cargo que asumió el 1 de julio de 2024, siendo la segunda mujer en ocupar este cargo.

## Biografía
Nació en 1965 en la capital australiana de Canberra. Su padre era coronel del ejército australiano donde sirvió durante casi cuarenta años. Fue criada por su abuela en Adelaida durante dos años cuando su padre estaba en Vietnam. Durante su infancia, practicó muchos deportes y le encantaba ver el fútbol australiano, aunque no tuvo la oportunidad de jugarlo ella misma.
Trabajó en muchas empresas australianas y multinacionales, como Mirvac, Virgin Australia y Citibank Australia. En 1998, fue nombrada «una de las mujeres más poderosas de la industria de tecnología informática» por el Australian Financial Review. También ha participado en organizaciones de defensa y cuestiones relacionadas con el cambio climático, la igualdad de género y la sostenibilidad ambiental. Su trabajo incluyó funciones en la estrategia empresarial, recursos humanos, cambio cultural, gestión de riesgos y participación comunitaria.
Está casada con el abogado Simeon Beckett de Maurice Byers Chambers en Sídney, con quien tiene una hija.

### Gobernadora general de Australia
El 3 de abril de 2024, el gobierno del primer ministro Anthony Albanese anunció que el rey Carlos III había aprobado el nombramiento de Mostyn como próxima gobernadora general de Australia, sucediendo a David Hurley. Su toma de posesión tuvo lugar el 1 de julio de 2024.